# Saison 1968 de la Ligue canadienne de football
Chronologie
Saison précédente Saison suivante
1968 est la 11e saison de la Ligue canadienne de football et la 85e saison depuis la fondation de la Canadian Rugby Football Union en 1884.

## Classements
| Clt   | Équipe                 | PJ | V | D | N | BP  | BC  | Pts |
| ----- | ---------------------- | -- | - | - | - | --- | --- | --- |
| +001, | Rough Riders d'Ottawa  | 14 | 9 | 3 | 2 | 416 | 271 | 20  |
| +002, | Argonauts de Toronto   | 14 | 9 | 5 | 0 | 284 | 266 | 18  |
| +003, | Tiger-Cats de Hamilton | 14 | 6 | 7 | 1 | 262 | 292 | 13  |
| +004, | Alouettes de Montréal  | 14 | 3 | 9 | 2 | 234 | 327 | 8   |

| Clt   | Équipe                           | PJ | V  | D  | N | BP  | BC  | Pts |
| ----- | -------------------------------- | -- | -- | -- | - | --- | --- | --- |
| +001, | Roughriders de la Saskatchewan   | 16 | 12 | 3  | 1 | 345 | 223 | 25  |
| +002, | Stampeders de Calgary            | 16 | 10 | 6  | 0 | 412 | 249 | 20  |
| +003, | Eskimos d'Edmonton               | 16 | 8  | 7  | 1 | 228 | 288 | 17  |
| +004, | Lions de la Colombie-Britannique | 16 | 4  | 11 | 1 | 217 | 318 | 9   |
| +005, | Blue Bombers de Winnipeg         | 16 | 3  | 13 | 0 | 210 | 374 | 6   |

## Séries éliminatoires

### Demi-finale de la Conférence de l'Ouest
- 10 novembre : Eskimos d'Edmonton 13 - Stampeders de Calgary 29

### Finale de la Conférence de l'Ouest
- 16 novembre : Stampeders de Calgary 32 - Roughriders de la Saskatchewan 0
- 20 novembre : Roughriders de la Saskatchewan 12 - Stampeders de Calgary 25

Calgary gagne la série au meilleur de trois matchs 2 à 0 et passe au match de la coupe Grey.

### Demi-finale de la Conférence de l'Est
- 9 novembre : Tiger-Cats de Hamilton 21 - Argonauts de Toronto 33

### Finale de la Conférence de l'Est
- 17 novembre : Rough Riders d'Ottawa 11 - Argonauts de Toronto 13
- 23 novembre : Argonauts de Toronto 14 - Rough Riders d'Ottawa 36

Ottawa remporte la série 47 à 27 et passe au match de la coupe Grey.

### 56ecoupe Grey
- 30 novembre : Les Rough Riders d'Ottawa gagnent 24-21 contre les Stampeders de Calgary au stade de l'Exposition nationale à Toronto (Ontario).

## Honneurs individuels
- Trophée Schenley du meilleur joueur : Bill Symons (DO), Argonauts de Toronto
- Trophée Schenley du meilleur joueur de ligne : Ken Lehmann (en) (SEC), Rough Riders d'Ottawa
- Trophée Schenley du meilleur Canadien : Ken Nielsen (en) (RÉ), Blue Bombers de Winnipeg
- Trophée Jeff-Russel (courage, habileté, jeu propre et esprit sportif dans la Conférence de l'Est) : Larry Fairholm (DD), Alouettes de Montréal